# بوريسلاف تشوركوفيتش
بوريسلاف "ريبا" تشوركوفيتش (بالسيريلية الصربية: Борислав Ћорковић) (9 يناير 1933 - 26 يناير 2006) كان لاعب كرة سلة ومدربًا محترفًا صربيًا.

## مسيرة اللعب
خلال الخمسينيات من القرن العشرين، لعب تشوركوفيتش كرة السلة لصالح نادي دينامو بانشيفو في الدوري اليوغوسلافي.

## التدريب
في عام 1958، بدأ تشوركوفيتش مسيرته التدريبية مع نادي Železničar بلغراد. ومن عام 1960 إلى 1965، درّب فرق الشباب، معظمها فرق نسائية، في OKK بلغراد. في عام 1965، أصبح المدرب الرئيسي لفريق بارتيزان للسيدات، كما درّب أيضًا فريق الشباب للرجال. في عام 1974، انضم إلى فريق بارتيزان للرجال، وقاد الفريق كمدرب رئيسي لخمسة مواسم (1974–75، 1975–76، 1980–81، 1981–82، 1989–90) على ثلاث فترات. فاز معهم ببطولتين وطنيتين. في أواخر التسعينيات وخلال العقد الأول من الألفية الثانية، عمل مستشارًا لاختيارات فئات الشباب في نادي بارتيزان.
بصفته مدربًا رئيسيًا للمنتخب النسائي اليوغوسلافي ، فاز بالميدالية الذهبية في دورة ألعاب البلقان عام 1977 في أنقرة بتركيا، والميدالية البرونزية في دورة ألعاب سالونيك عام 1978. كما فاز بالميدالية الفضية في بطولة أوروبا للسيدات عام 1978 في بوزنان، محققًا سجلًا من 7 انتصارات مقابل خسارتين، حيث خسر أمام الاتحاد السوفيتي وبولندا). 

## الإنجازات
مُدرّباً:
- جائزة سلوبودان بيفا إيفكوفيتش للإنجاز مدى الحياة (2007)
- بطل الدوري اليوغوسلافي: مرّتان (مع بارتيزان: 1975–76، 1980–81)

أيضًا
- كأس أبطال أوروبا لكرة السلة – ضمن أفضل 6 فرق (مع بارتيزان: 1981–82)
- كأس الكؤوس الأوروبية لكرة السلة - ربع النهائي (مع بارتيزان: 1989–90)
- كأس كوراتش – نصف النهائي (مع بارتيزان: 1974–75)